# 18965 Lazenby
18965 Lazenby (2000 QR142) là một tiểu hành tinh vành đai chính được phát hiện ngày 31 tháng 8 năm 2000 bởi nhóm nghiên cứu tiểu hành tinh gần Trái Đất phòng thí nghiệm Lincoln ở Socorro.